# Paiporta (kommun)
Paiporta är en kommun i Spanien.   Den ligger i provinsen Província de València och regionen Valencia, i den östra delen av landet, 300 km öster om huvudstaden Madrid. Antalet invånare är 24 506. Arean är 3,9 kvadratkilometer. Paiporta gränsar till Valencia, Alfafar, Benetússer, Catarroja, Massanassa och Picanya. 
Terrängen i Paiporta är mycket platt.